# Пален, Константин Константинович
Граф Константи́н Константи́нович Па́лен (нем. Konstantin Johann Georg Graf von der Pahlen; 1861, Санкт-Петербург — 14 августа 1923, Вернигероде, Веймарская республика) — русский государственный деятель, тайный советник, гофмейстер, виленский губернатор, сенатор.

## Биография
Родился 14 (26) марта 1861 года в Санкт-Петербурге. Потомственный дворянин Курляндской губернии. Сын государственного деятеля Константина Ивановича Палена, правнук генерала от кавалерии графа Петра Алексеевича Палена, возглавлявшего заговор против императора Павла I.
В 1882 году окончил Императорское училище правоведения и поступил на службу в Министерство юстиции. Был откомандирован для занятий в 6-й департамент Правительствующего Сената, где он и пробыл до 1887 года, когда был назначен корреспондентом Главного управления государственным коннозаводством по Курляндской губернии.
Придворные звания: «в должности церемониймейстера» (1897), «в должности гофмейстера» (1903). Чины: действительный статский советник (1904), тайный советник (1906), гофмейстер (1906).
В 1889 году граф занял должность комиссара по крестьянским делам в Гольдингенгском уезде, в 1893 году назначен почетным мировым судьей Виндаво-Гольдингенгского округа, в 1895 году назначен непременным членом Курляндского губернского по крестьянским делам присутствия, а в 1896 году почетным мировым судьей Митавского округа. В этом же году принимал участие в торжественном короновании Николая II и императрицы в качестве помощника церемониймейстера.
В 1897 году назначен Варшавским вице-губернатором, в 1900 году — переведён на должность Псковского вице-губернатора, причем неоднократно исполнял должность губернатора, в 1902 году назначен был исправляющим должность Виленского губернатора, утвержден в должности в 1904 году и занимал эту должность до 15 декабря 1905 года. В 1903 составил тайную докладную записку о положении евреев в России (опубл. в 1904 в Женеве Всеобщим еврейским рабочим союзом в Литве, Польше и России) и представил её в комиссию по пересмотру действующего законодательства о евреях при МВД. Считал необходимой отмену закона 1882, нанесшего удар, по мнению П., по бедным, неопасным слоям населения, что привело к обеднению трудовой части еврейства. Выступал за скорейшую отмену всех ограничительных законов в пределах «еврейской оседлости», за усиление репрессивных мер против «проявлений вредных сторон еврейства» отдельными личностями, за реорганизацию устройства иудейского духовенства, введение чиновников гражданского состояния, изъятие еврейской молодежи из христианских школ и учреждение для них особых начальных и средних учебных заведений под руководством учителей-христиан.
15 марта 1906 года назначен сенатором, присутствующим в 1-м департаменте, и пожалован в гофмейстеры.
Постоянный член от правительства при Попечительском совете Петришуле и Петрикирхе.
В этом же году Курляндским дворянством он был избран заместителем члена Совета, учрежденного при временном Прибалтийском генерал-губернаторе для обсуждения необходимых в крае реформ. 19 марта 1908 года на него была возложена Высочайшим указом сенаторская ревизия Туркестанского края. В своих имениях в Курляндской губ. (Альт-Шварден, Гросс-Ауц, Кевельн) развивал скотоводство, коневодство, молочное производство и лесное хозяйство. В сентябре 1916 лишен придворного звания.
После 1917 года — в эмиграции в Германии. Умер 14 августа 1923 года в Вернигероде.

## Награды
- Орден Святого Станислава 3-й ст.;
- Орден Святой Анны 3-й ст.;
- Орден Святого Станислава 2-й ст. (1896);
- Высочайшая благодарность (1897);
- Орден Святой Анны 2-й ст.;
- Монаршее благоволение (1901),
- Орден Святого Владимира 4-й ст.;
- Орден Святого Владимира 3-й ст. (1906);
- Орден Святого Станислава 1-й ст.;
- Орден Святой Анны 1-й ст. (1910);
- Орден Святого Владимира 2-й ст.;
- Орден Белого Орла (1912);
- Высочайшая благодарность (1913).

- медаль «В память царствования императора Александра III»
- медаль «За труды по первой всеобщей переписи населения» (1897)
- медаль «В память 300-летия царствования дома Романовых» (1913)

## Публикации
- Речь виленского губернатора графа К. К. Пален и доклады, читанные на Съезде 27-29 ноября 1903 г. при введении в Виленской губернии Положения о земских начальниках. — Вильна: Губ. тип., 1904.
- Тайная докладная записка виленского губернатора о положении евреев в России / Всеобщ. евр. рабочий союз в Литве, Польше и России. — Женева, 1904.
- Всеподданнейшая записка, содержащая главнейшие выводы Отчета о произведенной в 1908—1909 гг. … сенатором гофмейстером графом К. К. Паленом ревизии Туркестанского края. — СПб.: Сенат. тип., 1910.
- Тюремное дело : Отчёт по ревизии Туркестан. края, произвед. по высоч. повелению сенатором гофмейстером графом К. К. Паленом. — СПб.: Сенат. тип., 1910.

## Семья
С 1890 года был женат на баронессе Софье Николаевне Николаи (1862—1943), дочери дипломата, тайного советника Н.П.Николаи.  София Николаевна похоронена в Монрепо, на острове Людвигштайн. Это захоронение стало последним в семейном некрополе баронов Николаи.
Их дети:
- Маргарита Константиновна (Мария-Маргарита-София-Елена; 1891—1927), фрейлина российского императорского двора
- София Константиновна (София-Александрина; 1892—1906)
- Елена Константиновна (Елена-Мария; 1894—1971). Фрейлина российского императорского двора. Замужем за Полом Булей (?—?), пастором в Филадельфии, США
- Николай Константинович (1896—1963), Окончил Императорское училище правоведения (1917) и ускоренный курс Пажеского корпуса (1917), прапорщик лейб-гвардии Конного полка, в эмиграции жил в Финляндии, дважды женат: с 1922 года на Александре Асташовой (1895—1924), с 1933 года — на Татьяне Александровне Пистолькорс (1910—1968), племяннице (дочь сестры) А.А.Вырубовой. Николай Константинович (Николас фон дер Пален) в свое время был владельцем усадьбы Монрепо (Монрепо было фамильной усадьбой семьи Николаи). После смерти К.К. Палена его жена София Николаевна жила в Монрепо вместе с сестрами и семьей сына.
  - Внуки (дети Николая Константиновича и Татьяны Александровны): Петр Николаевич (Петер Александер Пауль Пален; род. в 1936 в Выборге), ставший впоследствии финским дипломатом[2], в настоящее время живет в Испании;  Константин Николаевич (Константин Магнус Жан; 1943, Хельсинки—1988); Александра Николаевна (Александра-Констанция; род. в 1947 в Хельсинки), ее муж — Андреас Риезенкампф, сын — Андрей Риезенкампф (род. в 1979). Живут в Гамбурге.
- Мария Константиновна (Мария-Наталия; 1902—1934). муж — Бодо фон Кауль (Kaull), инженер.